# Richard Hodges

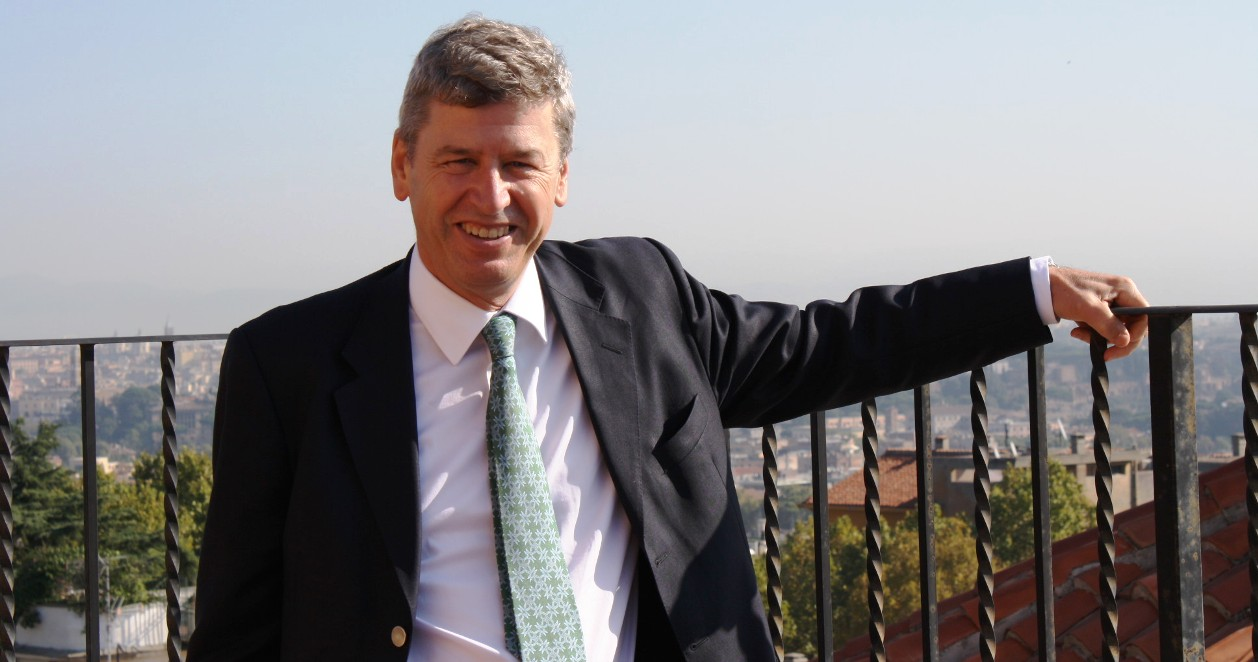
Richard Hodges 2012

Richard Hodges (* 29. September 1952) ist ein britischer Mittelalterarchäologe, der sich vor allem mit Handels- und Wirtschaftsgeschichte des europäischen Frühmittelalters befasst.

## Leben und Werk
Hodges war 1988 bis 1995 Direktor der British School at Rome und führt Grabungen im Kloster San Vincenzo al Volturno in Italien und Butrint (Albanien) durch. Von 1995 bis 2007 war er Professor und Direktor des Institute of World Archaeology an der University of East Anglia. Von 2007 bis 2012 war Hodges Direktor des Museum of Archaeology and Anthropology an der University of Pennsylvania in Philadelphia. Von 2012 bis zu seinem Ruhestand 2020 war er Präsident der American University of Rome.
Seine Arbeiten Dark Age Economics (1982), Mohammed, Charlemagne and the Origins of Europe (1983) und Light in the Dark Ages: The Rise and Fall of San Vincenzo Al Volturno (1997) analysierten den Übergang von Antike zu Mittelalter unter dem Aspekt wirtschaftlicher Kontinuität und weiträumiger Handelsverbindungen zwischen Nordeuropa und dem Mittelmeerraum, wobei ihm die Pirenne-These als Bezugspunkt diente. Hodges vertritt die vor allem in der deutschen Archäologie des Mittelalters abgelehnte Richtung der processual archaeology bzw. new archaeology. In jüngerer Zeit publizierte er zu den wikingerzeitlichen Seehandelsplätzen an Nord- und Ostsee.

## Publikationen (Auswahl)
- The Hamwic Pottery: the local and imported wares from thirty years' excavations in Southampton and their European context. London 1981.
- zusammen mit Graeme Barker: Archaeology and Italian Society. Oxford 1982.
- Dark Age Economics: The Origins of Town and Trade. London/New York 1982.
- Primitive and Peasant Markets. Oxford 1988.
- The Anglo-Saxon Achievement: Archaeology and the beginnings of English Society. London/Ithaca 1989.
- Early Medieval archaeology in Western Europe: its history and development. Bangor 1991.
- Wall-to-Wall History: The Story of Roystone Grange. London 1991 (Gewinner des  Preises British Archaeological book of the year 1992).
- Light in the Dark Ages. The Rise and Fall of San Vincenzo al Volturno. London/Ithaca 1997.
- Towns and Trade in the Age of Charlemagne. London 2000.
- Visions of Rome. Thomas Ashby, Archaeologist. London 2000.